# 2009 год в телевидении
Список 2009 год в телевидении описывает события в мире телевидения, произошедшие в 2009 году.

## Январь
- 1 января — Начало вещания туркменского музыкального телеканала «Туркмен овазы».
- 11 января — Смена логотипа и графического оформления «ДТВ».
- 17 января — Смена логотипа новосибирского телеканала «ОТС».
- 19 января —
  - Телеканал «Знание» заменил «Школьник-ТВ» на спутниковых платформах. Вещание последнего продолжается, но исключительно в школах Москвы;
  - Телеканал «МУЗ-ТВ» прекратил своё вещание в Орле на 28 ТВК, его заменил «ТВ Центр».
- 20 января — Начало вещания французского музыкального телеканала «M6 Music Club[фр.]».
- 28 января — Начало вещания на 28 ТВК российского «Пятого канала» в Кирове.
- 31 января — Последний день вещания ижевского телеканала «Альва» с сетевым партнёром «ТВ-3».

## Февраль
- 1 февраля —
  - Начало официального вещания главного азербайджанского спортивного телеканала «Idman Azərbaycan» (с 1 января вещание проводилось в тестовом режиме);
  - Начало полноценного вещания украинских телеканалов «Гумор ТБ»/«Бабай ТБ»;
  - Ижевский телеканал «Моя Удмуртия» сменил сетевого партнёра с «РЕН ТВ» на «Пятый канал».
- 2 февраля — Ребрендинг итальянского телеканала «Rai Edu 2» в «Rai Storia».
- 5 февраля — Начало вещания государственного областного круглосуточного информационного телеканала «Брянская Губерния».
- 16 февраля — Начало вещания на 46 ТВК российского «Пятого канала» в Новосибирске.
- 18 февраля — Начало вещания македонского регионального «Канал 8».

## Март
- 1 марта — Красноярский телеканал «МУЗ-ТВ Красноярск» был заменён «ДТВ-Красноярск» на 1-й метровой частоте.
- 2 марта —
  - Начало полноценного вещания украинского бизнес-телеканала «UBR»;
  - Начало вещания сербского частного информационного телеканала «КА ТВ».
- 6 марта — На «СТС» вышел скетчком «Даёшь молодёжь!».
- 27 марта — Смена логотипа российского телеканала «2х2».

## Апрель
- 1 апреля —
  - Прекращение вещания российских телеканалов «Первый канал. Всемирная сеть», «РТР-Планета», «НТВ-Мир», «РЕН ТВ» и «TVCi» в кабельных сетях Белоруссии;
  - Начало вещания на территории России французских детских телеканалов «TiJi» и «Gulli»;
  - «Sony Entertainment Television Россия» перешёл на круглосуточное вещание.
- 12 апреля — Начало вещания российского познавательного телеканала «Тайны Галактики» («Galaxy»).
- 13 апреля — Смена логотипа и графического оформления телеканала «Беларусь ТВ».
- 14 апреля — Закрытие телеканала «Планета Спорт» — международной версии телеканала «Спорт».
- 24 апреля — Смена логотипа и графического оформления телеканала «Спорт».
- 26 апреля — Закрытие программы «Один против всех» на телеканале «ТВ Центр».

## Май
- 1 мая —
  - Начало вещания алтайского информационного телеканала «Катунь 24»;
  - Начало вещания познавательного телеканала «Russian Travel Guide»;
  - Начало вещания познавательного телеканала в формате высокой чёткости «Телепутешествия HD»;
  - Начало вещания словацкого регионального телеканала «TV Region»;
  - Начало вещания двух фильмовых телеканалов в формате высокой чёткости «Кинопоказ HD-1» и «Кинопоказ HD-2».
- 4 мая — Смена графического оформления российского «РЕН ТВ».
- 7 мая — ВТК 41 «Аргус» сменил сетевого партнёра с «ТВ Центра» и «A-One» (ночью) на телеканал «Звезда».
- 12—16 мая — «Первый канал» стал основным вещателем телевизионного конкурса песни «Евровидение-2009», в связи с тем, что конкурс прошёл в России после победы страны на конкурсе 2008 года.
- 31 мая —
  - Прекращение вещания болгарского спортивного телеканала «Sport7»;
  - Последний день вещания самарского городского телеканала «Шторм-ТВ» с сетевым партнёром «ТВ-3».

## Июнь
- 1 июня
  - Информационная служба череповецкого «Канала 12» объединена с информационной службой ТК «Провинция». Это позволило выпускать в эфир не один выпуск новостей, как раньше, а два[1];
  - Прекращение вещания телекомпании АРТ, была заменена телеканалом «Новое телевидение»;
  - Начало вещания нового российского игрового телеканала «Где и кто».
- 16 июня — Оренбургские телеканалы «Планета» и «Регион» поменялись местами: первые два канала на 9 ТВК сменили сетевого партнёра с «Звезду» на «Домашний», а 49 ТВК — с «Домашнего» на «Звезду».

## Июль
- 1 июля — Ребрендинг британского телеканала «MTV One» в «MTV».
- 4 июля — Ребрендинг болгарского телеканала «TV2» в «PRO.BG», который взял имя наподобие румынского телеканала «Pro TV».
- 20 июля — Смена оформления украинского телеканала «ICTV».

## Август
- 6 августа — Начало вещания на 60 ТВК российского «Пятого канала» в Орле.
- 8 августа — Смена логотипа, тематики и перезапуск телеканала «Enter Music».
- 10 августа — Смена логотипа и графического оформления телеканала «Bridge TV», только буквы стали чёрные (в эфире — белые).
- 13 августа — В большинстве регионов России телеканал «СТС» убрал ленту из названий городов.
- 15 августа — Переименование карельского телеканала «Петронет (Petronet)» в «Сампо».
- 24 августа — Премьера программы «Уроки хороших манер» на телеканале «Бибигон».
- 31 августа — Смена часов телеканала «Звезда»: показывались те же часы, но фон изменился на серый (утро и день), и на синий (вечер и ночь), и на часах виден земной шар.

## Сентябрь
- 1 сентября —
  - Прекращение вещания челябинского телеканала «НВК»;
  - Запуск спортивного телеканала «НТВ-Плюс Спорт Плюс»;
  - Смена логотипа и графического оформления телеканала «2х2»;
  - Начало вещания белорусского фильмового телеканала «TV Ray»;
  - Смена логотипа и графического оформления российского развлекательного телеканала «Юмор ТВ»;
  - Телеканал «Music Box RU» сменил название на «Russian Music Box».
- 9 сентября —
  - Начало вещания сербского государственного телеканала в формате высокой чёткости «РТС HD».
  - Начало вещания казахского телеканала «Эра ТВ».
  - Смена графического оформления «MTV Россия», логотип переехал на левый верхний угол экрана, появились новые передачи развлекательного характера, был введён прогресс-бар.
- 10 сентября — Начало вещания китайского международного телеканала «CCTV-Русский».
- 12 сентября — На «Первом канале» был показ полнометражного анимационного мультфильма «Смывайся!».
- 14 сентября —
  - Начало вещания телеканала «Домашние животные»;
  - Начало вещания образовательного телеканала «Психология 21».
- 19 сентября —
  - Ребрендинг «Jetix CEE» в «Disney Channel Czech Republic» и «Disney Channel CEE»;
  - Ребрендинг «Jetix» в «Disney XD» в Европе.
- 21 сентября —
  - Смена логотипа и графического оформления телеканала «Подмосковье»;
  - Смена логотипа и графического оформления российского телеканала «Комедия ТВ»;
  - Сызранский телеканал «Канон» сменил сетевого партнёра с «ТВ-3» на «МУЗ-ТВ»;
  - Церемония вручения телевизионной премии «ТЭФИ—2009» в категории «Профессии».
- 26 сентября — Церемония вручения телевизионной премии «ТЭФИ—2009» в категории «Лица».
- 28 сентября —
  - Смена логотипа телеканала «7ТВ»;
  - Смена логотипа и графического оформления телеканалов «Nickelodeon» и «Nick.Jr».

## Октябрь
- 1 октября —
  - Начало вещания телеканала «Вопросы и ответы»;
  - Начало вещания спортивного телеканала «КХЛ-ТВ».

## Ноябрь
- 1 ноября —
  - Начало вещания датского государственного телеканала «DR K».
  - Начало вещания познавательного телеканала «Моя планета» в тестовом вещании
- 2 ноября — Начало вещания киноканала «НТВ-Плюс Кино плюс».
- 9 ноября — Начало вещания украинского регионального телеканала «Донбасс».
- 15 ноября — Премьера программы/мультсериала «Мульт личности» на «Первом канале».
- 16 ноября —
  - Телеканал «О2ТВ» провёл очередной ребрендинг;
  - Премьера первого сезона сериала «Воронины» на «СТС».
- 18 ноября — Прекращение вещания телеканала «MTV Латвия», он был заменён на более широкую версию MTV — «MTV Europe».
- 22 ноября — Последний день вещания калужского «39 канала» с сетевым партнёром «РЕН ТВ».
- 23 ноября —
  - Начало вещания «Амурского областного телевидения» (Благовещенск)
  - Начало вещания российского «МУЗ-ТВ» на 39 ТВК в Калуге.
- 26 ноября —
  - Телеканал «Где и кто» начал производство собственных передач. До этого дня в эфире транслировалась круглосуточная телеигра;
  - Начало вещания телеканала «Страна».

## Декабрь
- 1 декабря —
  - Ребрендинг телеканала «Весёлое ТВ» в «Охотник и рыболов»;
  - Начало вещания телеканала «Первого городского».
- 4 декабря — Начало вещания австралийского детского телеканала «ABC3[англ.]».
- 5 декабря — Смена логотипа и графического оформления международного телеканала «AXN Sci-Fi».
- 7 декабря — Начало вещания болгарского развлекательного телеканала «bTV Cinema».
- 8 декабря — Смена логотипов и графического оформления на телеканалах семейства Viasat (TV1000, TV1000 Русское кино, TV1000 Action[англ.], Viasat History[англ.], Viasat Explorer и т. д.).
- 21 декабря — Начало вещания телеканала «СТС International», — международной версии телеканала «СТС».
- 25 декабря —
  - Смена логотипа российского «ТНТ».
  - Начало полноценного вещания российского познавательного телеканала «Моя планета»
- 28 декабря — Начало вещания российского телеканала, вещающего на испанском языке «RT Espanol».
- 31 декабря —
  - Последний день вещания краснодарского телеканала «АВС» с сетевым партнёром «ДТВ»;
  - Последний день вещания ижевского «34 канала» перед заменой на телеканал «Россия-2»;
  - Последний день вещания волгоградского «Восьмого канала» с сетевым партнёром «Муниципального телевидения Волгограда», телеканалов «Ахтуба-ТВ» и «Вести»;
  - Последний день вещания телеканала «MTV Ростов» с сетевым партнёром «MTV Россия».

## Без даты
- Начало вещания арабского телеканала «Ebony TV».
- Начало вещания словацкого регионального телеканала «TV 56».
- Начало вещания башкирского детско-юношеского воспитательно-образовательного телеканала «Тамыр».
- Апрель — Начало вещания магаданского телеканала «МДН-Видео».
- Смена концепции вещания харьковского телеканала «Simon»[2].
- Премьера музыкальной программы о поиске и раскрутке начинающих исполнителей «Раскрутка» на «Russian Music Box».
- Прекращение вещания регионального телеканала «ТВЦ-Томск».
- На круглосуточном информационном телеканале «Вести» вышли пять программ — «Агробизнес», «Вести-Телеком», «Вести-Транспорт», «Личные финансы» с Максимом Киселёвым и «Церковь и мир» с епископом Русской православной церкви и митрополитом Иларионом.

## Скончались
- 31 января — Нонна Бодрова — диктор ЦТ СССР и телеведущая («Время»), лёгочная тромбоэмболия.
- 31 мая — Вячеслав Невинный — телеведущий («КОАПП») и актёр.
- 24 октября — Владимир Тишенков («Шкет») — телеведущий («Золотая лихорадка», «Ты не поверишь!»), остановка сердца.
- 20 ноября — Роман Трахтенберг — телеведущий («Деньги не пахнут», «Следующий»), сердечный приступ.
- 16 декабря — Владимир Турчинский — теле и радиоведущий-шоумен, актёр, певец, писатель, бизнесмен, спортсмен-силач, инфаркт миокарда.

### Трагически погибли
- 8 мая — Игорь Пелых — теле и радиоведущий, тележурналист, продюсер и музыкант, ДТП.